# Maximiliano Arias
Álvaro Maximiliano Arias Invernizzi, conosciuto anche come Maxi Arias (Montevideo, 3 ottobre 1988), è un ex calciatore uruguaiano, di ruolo centrocampista o difensore.
È di discendenza italiana ed è soprannominato Godzilla.

## Carriera

### Club
Debutta in prima squadra, al Peñarol (Primera División) nel 2005, rimanendo al club di Montevideo fino al 2009, quando passa al Fénix, sempre in massima serie.
Nel 2010, dopo due presenze in Europa con i rumeni dell'Astra Ploiești (Liga I), torna nella capitale uruguaiana firmando con il Rampla Juniors.
Da qui si trasferisce, nel 2011, ai messicani del Querétaro (Primera División), che lo gira in prestito al Liverpool Montevideo nel 2012.
Rimasto svincolato, viene ingaggiato dal Brescia (serie B italiana) il 31 gennaio 2013. Viene per la prima volta convocato da mister Calori per la partita Modena - Brescia del 23 febbraio 2013 valevole per la Serie B poi rinviata per neve. Debutta con i lombardi il 24 marzo 2013, nell'incontro di campionato contro il Cittadella.
Il 24 luglio rescinde con il club lombardo per problemi personali .
Altra mezza stagione da svincolato nel 2013, poi a gennaio 2014 viene nuovamente tesserato dal Fenix, dove rimane fino a luglio, solamente una presenza per lui in Primera División.
Torna al Rampla Juniors da luglio a dicembre 2014, 7 presenze senza alcuna rete. I primi giorni dell'anno viene acquistato dal Sud América da poco promosso in Primera División, dove rimane fino ad agosto 2015 collezionando solo una presenza.
Nella prima parte della stagione 2015-2016 viene mandato in prestito al El Tanque Sisley, sempre nella Primera División dell'Uruguay ancora una presenza solamente per lui. 
A gennaio 2016 torna al Sud América dove milita attualmente.

### Nazionale
È stato convocato per il Campionato mondiale di calcio Under-17 2005, senza però essere schierato in campo.

## Statistiche

### Presenze e reti nei club
Statistiche aggiornate al 29 maggio 2016.
| Stagione              | Squadra               | Campionato            | Campionato | Campionato | Coppa nazionale | Coppa nazionale | Coppa nazionale | Coppa continentale | Coppa continentale | Coppa continentale | Totale | Totale |
| Stagione              | Squadra               | Comp                  | Pres       | Reti       | Comp            | Pres            | Reti            | Comp               | Pres               | Reti               | Pres   | Reti   |
| --------------------- | --------------------- | --------------------- | ---------- | ---------- | --------------- | --------------- | --------------- | ------------------ | ------------------ | ------------------ | ------ | ------ |
| 2005-2006             | Peñarol               | PD                    | 5          | 1          |                 | -               | -               |                    | -                  | -                  | 5      | 1      |
| 2006-2007             | Peñarol               | PD                    | 16+5       | 0          |                 | -               | -               |                    | -                  | -                  | 21     | 0      |
| 2007-2008             | Peñarol               | PD                    | 10+7       | 0          |                 | -               | -               |                    | -                  | -                  | 17     | 0      |
| 2008-2009             | Peñarol               | PD                    | 11         | 1          |                 | -               | -               | CL                 | 0                  | 0                  | 11     | 1      |
| Totale Peñarol        | Totale Peñarol        | Totale Peñarol        | 42+12      | 2+0        |                 |                 |                 |                    | 0                  | 0                  | 54     | 2      |
| lug. -gen. 2009       | Fénix                 | PD                    | 11         | 1          |                 | -               | -               |                    | -                  | -                  | 11     | 1      |
| gen.-lug. 2010        | Astra Ploieşti        | L1                    | 2          | 0          | CR              | -               | -               |                    | -                  | -                  | 2      | 0      |
| 2010-2011             | Rampla Juniors        | PD                    | 12         | 2          |                 | -               | -               |                    | -                  | -                  | 12     | 2      |
| 2011-2012             | Querétaro             | PD                    | 1+0        | 0          |                 | -               | -               |                    | -                  | -                  | 1      | 0      |
| lug.-dic. 2012        | Liverpool             | PD                    | 8          | 1          |                 | -               | -               | CS                 | 1                  | 0                  | 9      | 1      |
| gen.-lug. 2013        | Brescia               | B                     | 5          | 0          | CI              | -               | -               |                    | -                  | -                  | 5      | 0      |
| gen.-lug. 2014        | Fénix                 | PD                    | 1          | 0          |                 | -               | -               |                    | -                  | -                  | 1      | 0      |
| Totale Fénix          | Totale Fénix          | Totale Fénix          | 12         | 1          |                 |                 |                 |                    |                    |                    | 12     | 1      |
| lug. 2014-gen. 2015   | Rampla Juniors        | PD                    | 7          | 0          |                 | -               | -               |                    | -                  | -                  | 7      | 0      |
| Totale Rampla Juniors | Totale Rampla Juniors | Totale Rampla Juniors | 19         | 2          |                 |                 |                 |                    |                    |                    | 19     | 2      |
| gen.-lug. 2015        | Sud América           | PD                    | 1          | 0          |                 | -               | -               |                    | -                  | -                  | 1      | 0      |
| ago.-dic. 2015        | El Tanque Sisley      | PD                    | 1          | 0          |                 | -               | -               |                    | -                  | -                  | 1      | 0      |
| gen.-2016             | Sud América           | PD                    | 12         | 1          |                 | -               | -               |                    | -                  | -                  | 12     | 1      |
| Totale Sud América    | Totale Sud América    | Totale Sud América    | 13         | 1          |                 |                 |                 |                    |                    |                    | 13     | 1      |
| Totale carriera       | Totale carriera       | Totale carriera       | 103+12     | 7+0        |                 |                 |                 |                    | 1                  | 0                  | 116    | 7      |